# Oblast de Quirovogrado
Quirovogrado (ucraniano: Кіровоградська область, transliterado por Kirovohrads’ka oblast’) é uma região (óblast) localizada no centro-sul da Ucrânia, sua capital é a cidade de Kropyvnytśkyj. As maiores missões da região são Kropyvnytśkyj, Olexandria, Znamianka e Svitlovodsk.

## História
Antigamente, havia assentamentos da cultura Chornolis aqui. Este é um território predominantemente nômade na fronteira entre a estepe e a estepe florestal, onde em diferentes épocas viveram os citas, os sármatas e as tribos eslavas orientais do estado de Kiev. Em 1362, a Batalha das Águas Azuis ocorreu aqui. Os lituanos respeitavam os direitos dos rutenos (ancestrais dos bielorrussos e ucranianos, o vocabulário dessas duas línguas é 84% idêntico) e até promulgaram leis na língua que hoje é chamada de ucraniano antigo e bielorrusso antigo .
Na segunda metade do século XV, esses territórios passaram a fazer parte das possessões dos cossacos ucranianos. Devido aos constantes ataques dos tártaros da Crimeia, somente no século XVIII surgiram assentamentos permanentes aqui, cujo surgimento está diretamente ligado à Fortaleza de Santa Isabel. Aqui, a Nova Sérvia está sendo criada – uma colônia de imigrantes eslavos do sul dos Bálcãs. No final do século XVIII, a cidade de Yelisavetgrad foi fundada no local de uma antiga fortaleza, que se tornou uma das cidades mais desenvolvidas do sul da Ucrânia. Em 1882, o primeiro teatro profissional de língua ucraniana foi fundado aqui .

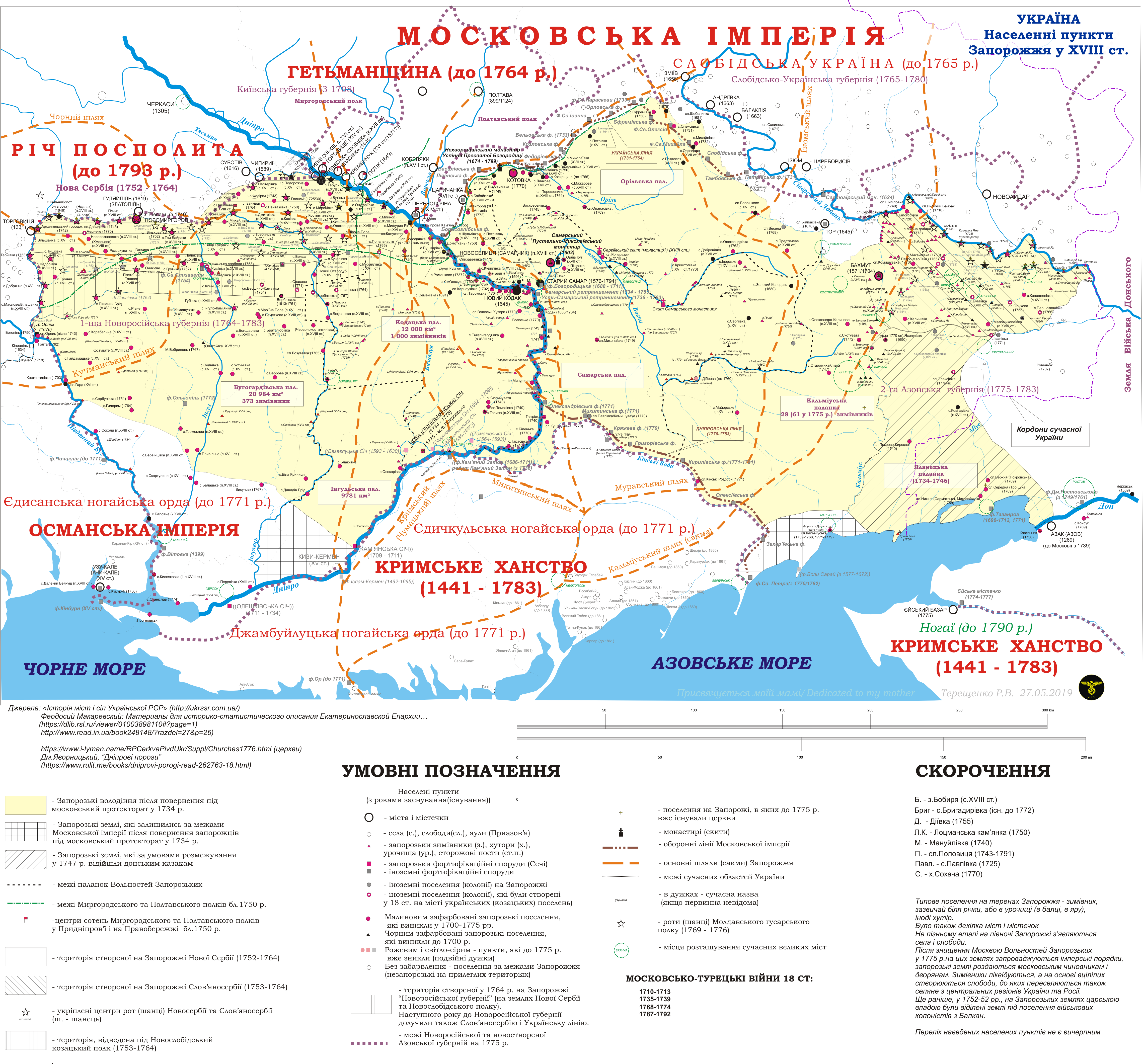
Territórios cossacos ucranianos no século XVIII

De 1917 a 1920, o governo da República Popular da Ucrânia esteve localizado aqui. Milhares de pessoas morreram durante o Terror Vermelho organizado pela Cheka. Na década de 1920, os camponeses, que naquela época constituíam a maioria da população da Ucrânia, recebiam educação básica — Likbez. Durante os anos da Nova Política Econômica (NEP), essas áreas se desenvolveram rapidamente e com sucesso. Mas com a consolidação do poder de Stalin em 1929 e o início das repressões em massa, tudo mudou. Na década de 1930, quase todas as aldeias na Ucrânia foram transformadas em campos fechados: os assentamentos foram cercados com arame farpado e cercados por torres de vigia operadas por oficiais da OGPU. De acordo com testemunhas oculares, bandeiras vermelhas com uma foice e um martelo e retratos dos líderes – Vladimir Lenin e Joseph Stalin – foram penduradas acima dos conselhos das aldeias .
Abandonar a fazenda coletiva era punível com execução. A OGPU colocou os camponeses em condições em que eles morriam de fome artificial ou eram fuzilados. No total, de 1932 a 1933, até dois quintos da população morreu nas áreas rurais da futura região. Mais de 40.000 pessoas morreram durante o Holodomor. Parte do arquivo foi queimada pela NKVD em 1937-1938. Como uma unidade administrativo-territorial separada foi criada em 10 de janeiro de 1939. 

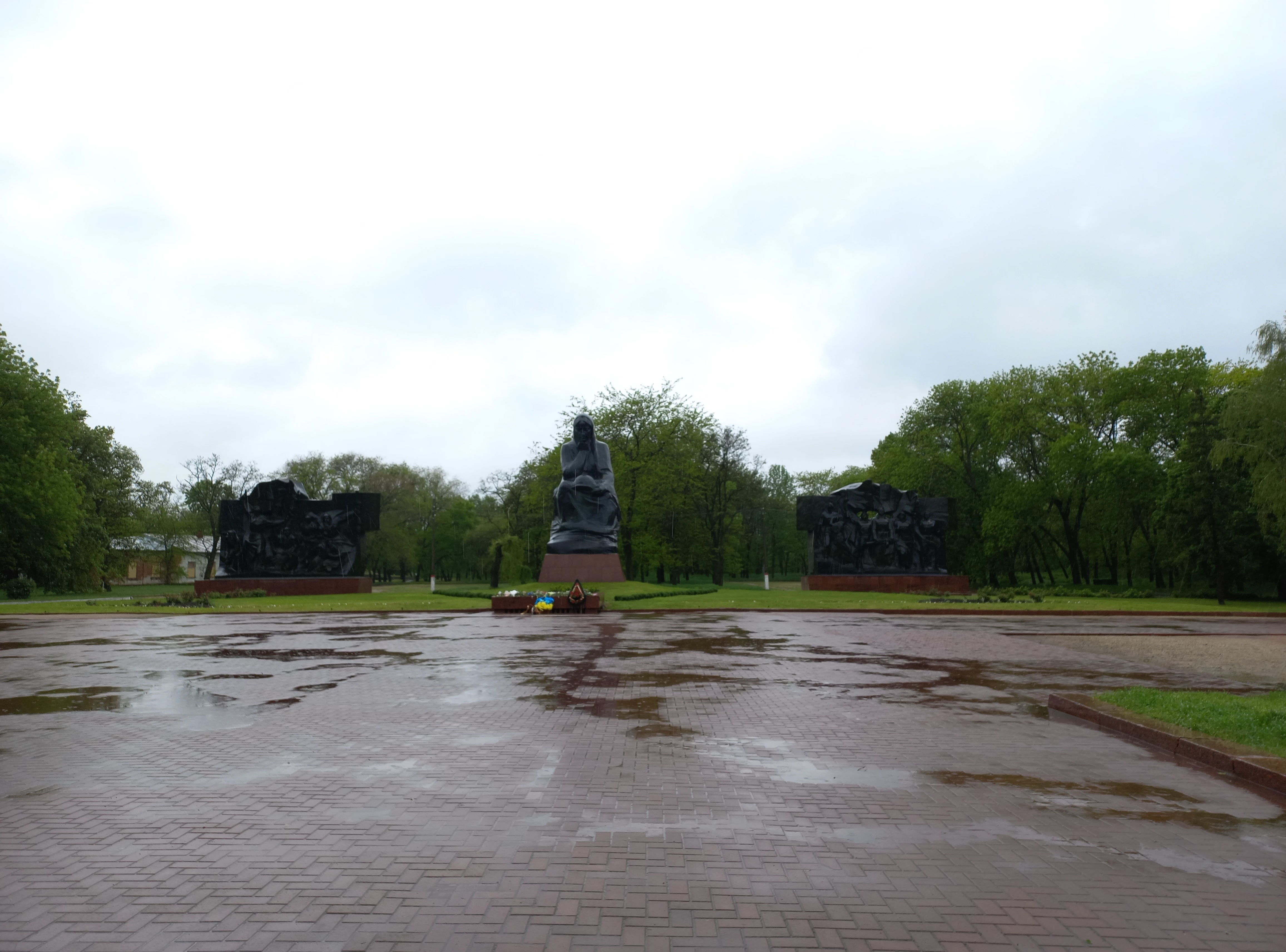
Fortaleza de Santa Isabel, o principal monumento histórico da região e a cidade dos crimes em massa dos nazistas

De 1941 a 1944, a região esteve sob ocupação nazista. Os territórios conquistados foram anexados ao Comissariado do Reich "Ucrânia", que foi dividido em seis distritos gerais. A região de Kirovohrad fazia parte do Distrito Geral de Mykolaiv. Seis gebitos foram criados em seu território, cada um dos quais consistia de 4 a 5 distritos .
De acordo com um importante líder partidário local, Myhailo Skirda, os nazistas forçaram combatentes e civis capturados a pular descalços em tábuas com pregos. Quando eles se recusaram, cães foram atirados neles. A moradora Olena Ignatieva testemunhou o primeiro assassinato de milhares de pessoas em Kirovograd em 30 de outubro de 1941.

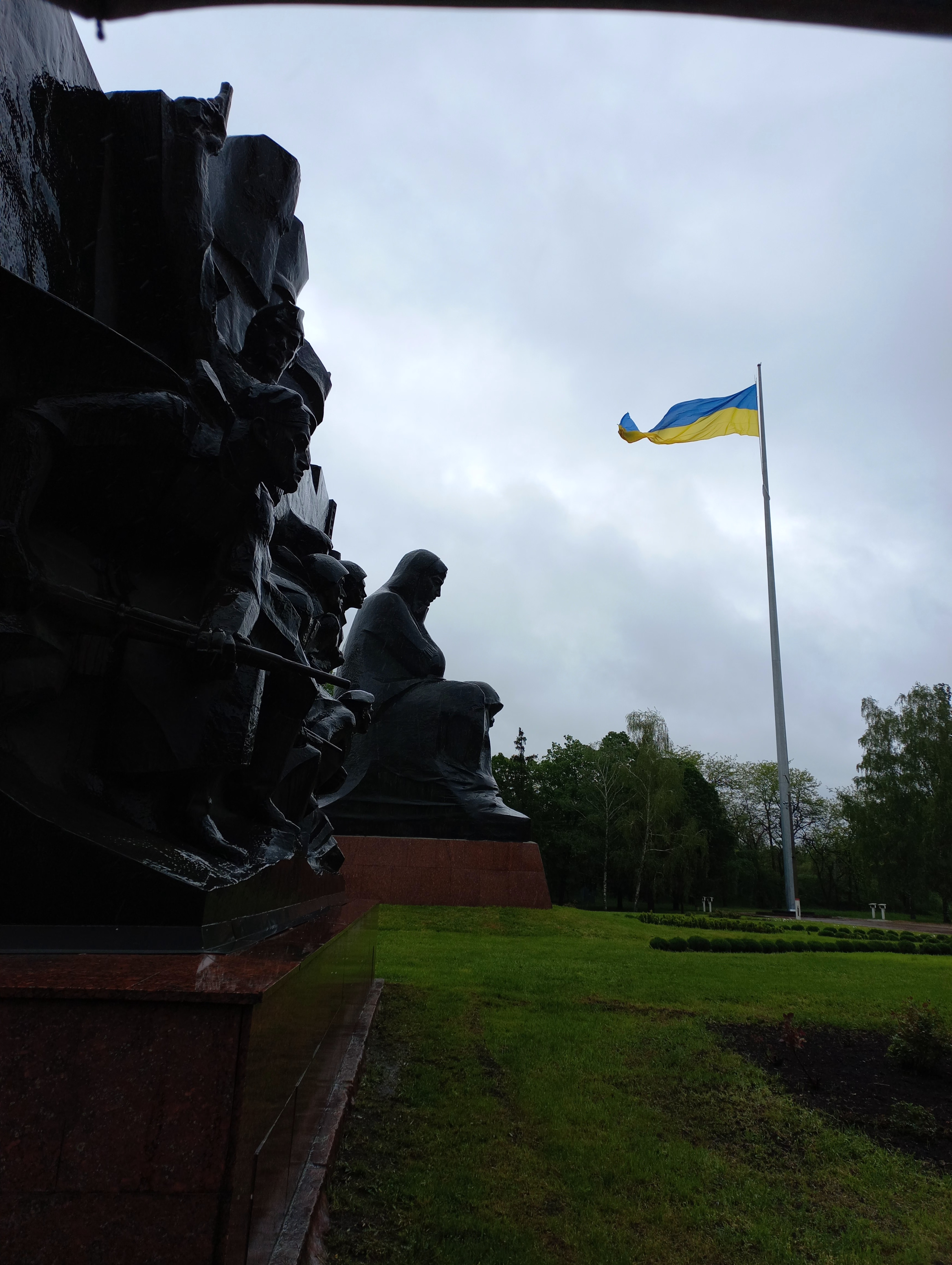
Bandeira da Fortaleza de Santa Isabel

Na prisão da SS, localizada no local do atual hospital na Rua Komarova, em Kirovograd, 3.000 pessoas foram baleadas. Durante uma das "descarregamentos" desta prisão, mais de 500 pessoas foram jogadas no poço: algumas foram baleadas pelos fascistas, outras permaneceram vivas. Enchendo o poço com os corpos dos vivos e dos mortos, eles o cobriram com esterco animal. Esse massacre brutal durou quase um dia. No Fortaleza de Santa Isabel, os nazistas atiraram em mais de 4.000 pessoas, e ao redor delas estava parte do Exército de Libertação Russo (Colaboradores russos, ROA), derrotado por guerrilheiros soviéticos ucranianos locais em 1943. No total, mais de 72.000 pessoas foram baleadas em apenas um centro regional, Kirovograd. pessoas, incluindo 50 mil ucranianos étnicos, 13 mil. Judeus, 9 mil. russos étnicos .
Um dos crimes mais graves do regime de ocupação nazista foi a deportação da população como Ostarbeiters. Os ataques foram realizados sistematicamente em cooperação com colaboradores locais. Sim, desta região, os ocupantes deportaram não apenas homens, mas também todos os meninos com mais de 10 anos, mais de 52 mil jovens, para a Alemanha. Às vezes, devido à censura, cartas cheias de desespero chegavam aos familiares dos sequestrados. “O trabalho é de terraplenagem, é duro, trabalho 18 horas por dia”, escreveu Vasyl Zrailov, de 17 anos, na vila de Tsybuleve. Duas vezes por dia, recebo sopa de cenoura e beterraba e 150 g de pão preto. 25 pessoas acabaram de ser evacuadas do acampamento e morreram de exaustão. O mesmo destino me aguarda .

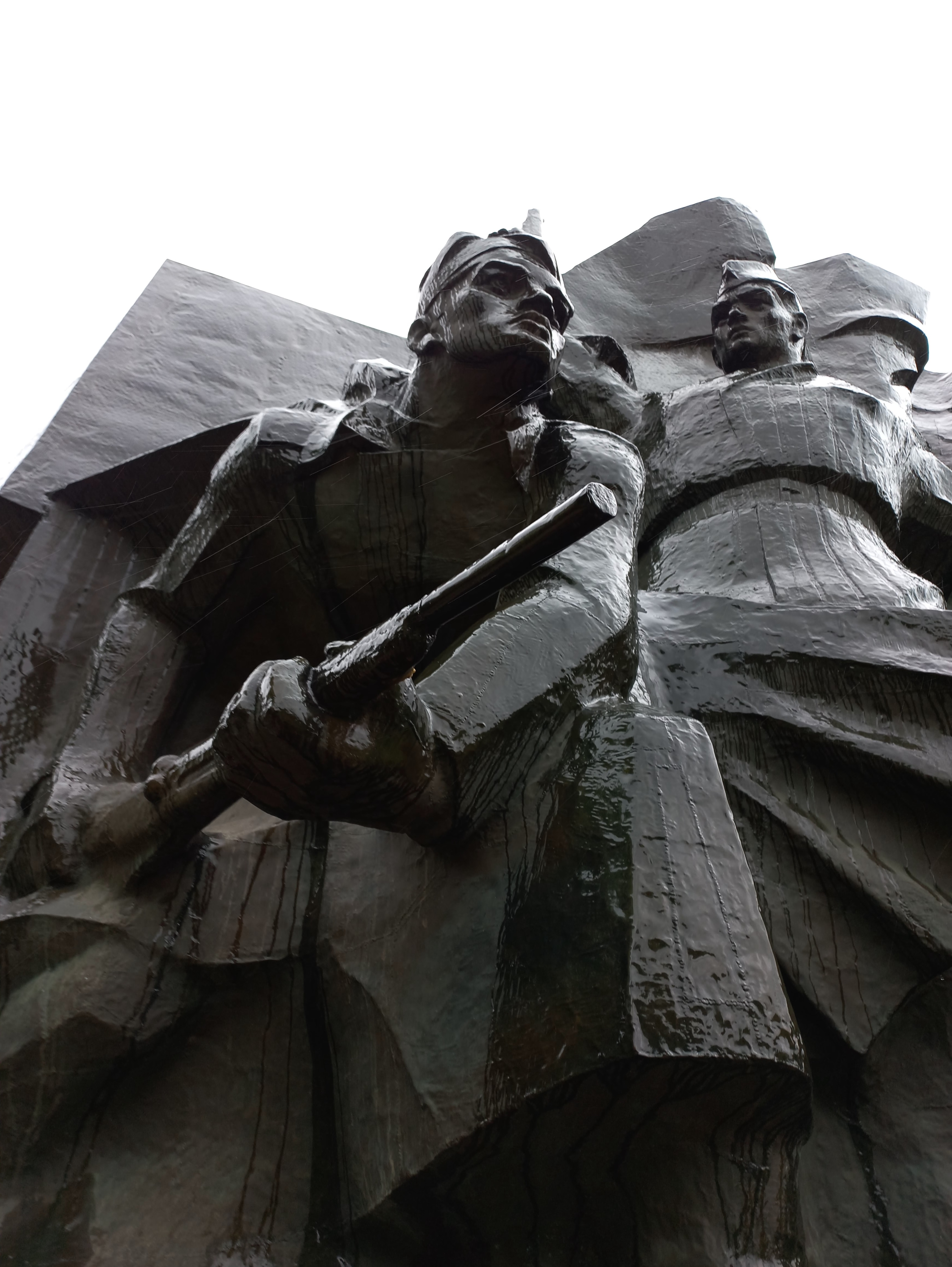
Monumento aos guerrilheiros

Na Floresta Negra, perto de Znamianka, existia um dos maiores centros partisános da região. Um exemplo vívido de resiliência apesar de todos os desastres do século passado é a história de Lukia Stachenko (1879-1973), residente no distrito de Znamianka. Salvou os seus companheiros aldeões durante o Holodomor e foi uma das poucas que prestou assistência material aos guerrilheiros Znamianka do destacamento de Myhailo Skirda .
A Oblast de Quirovogrado foi libertada durante as operações ofensivas de Znamianka e Kirovograd de 1943-1944. Durante a Segunda Guerra Mundial, a região de Kirovohrad perdeu 92.860 pessoas .
O principal e sagrado local associado a todas as etapas históricas do desenvolvimento da região é esta fortaleza, na qual dois grandes cemitérios militares foram criados após a libertação e que é um destino turístico popular.

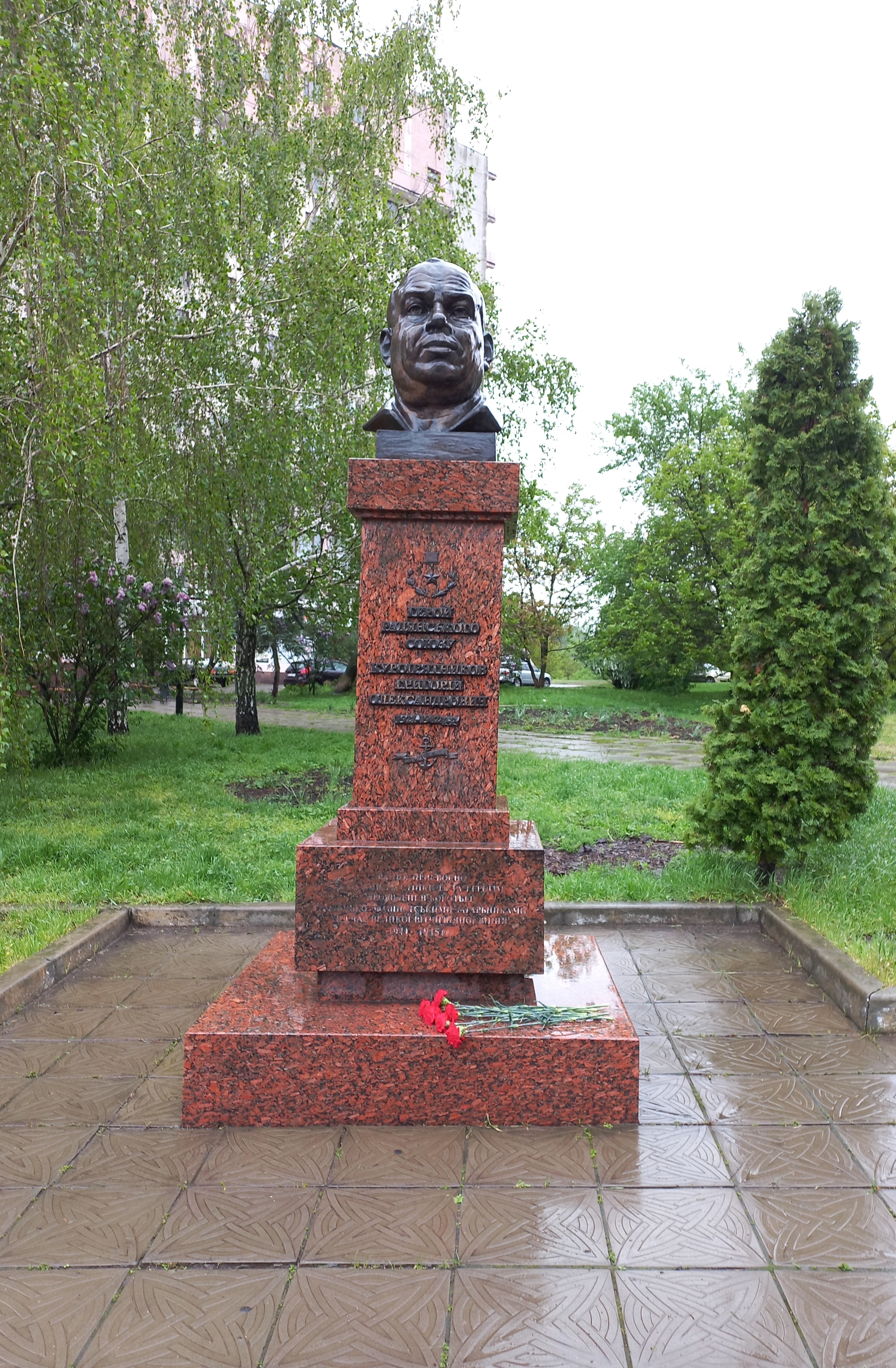
Busto do Herói da União Soviética Grigory Kuropyatnikov, o lutador mais famoso da Segunda Guerra Mundial na região.

Durante a guerra russo-ucraniana, a região perdeu milhares de defensores que deram a vida a combater os ocupantes russos.
No final de 2022, foi realizada uma reunião em Bruxelas entre o Presidente do Conselho Regional de Kirovohrad, Serhiy Shulga, e o Secretário-Geral da Assembleia das Regiões da Europa, Christian Shpar, que resultou na aceitação do pedido de adesão da região  .